# Adam Kolonič z Kologradu
Hrabě Adam Kolonič z Kologradu (maďarsky Kollegrádi gróf Kolonits Ádám, německy Adam Graf Kollonitz von Kollograd, 22. února 1651 – 1726, Prešpurk) byl chorvatsko-uherský šlechtic z hraběcího rodu Koloničů z Kologradu. Sloužil v císařské armádě, kde dosáhl hodnosti generála jezdectva a polního podmaršálka a byl jmenován strážcem uherské královské koruny.

## Život
Narodil se jako syn hraběte Jana Oldřicha z Koloniče a jeho druhé manželky Evy Kateřiny z Windischgrätze (1622–1684). Měl sestru Marii Polyxenu, jejíž vnuk Ladislav Kolonič z Kologradu byl římskokatolický duchovní, arcibiskup kaločský, biskup varadínský a sedmihradský.
Adam v mladém věku vstoupil do císařské armády. Svou vojenskou kariéru zahájil v Czoborském husarském pluku, jehož velitelem v hodnosti plukovníka se stal v roce 1691. 
Statečně bojoval nejprve na francouzském bojišti a poté v Itálii. V roce 1708 bojoval u Mosely a poté ve Flandrech v hodnosti generálporučíka pod velením prince Evžena Savojského a poté se jako generál jezdectva stal hlavním inspektorem celého uherského jezdectva.
V roce 1713 upadl v nemilost pro svou přímočarou podporu maďarského živlu a po odchodu z armády se uchýlil na své panství.

#### Manželství a potomstvo
Adam Kolonič byl ženatý s hraběnkou Kristýnou Czosorovou. Z jejich manželství se narodily tři dcery a jeden syn, ten však zemřel v útlém dětství.